# باكيها

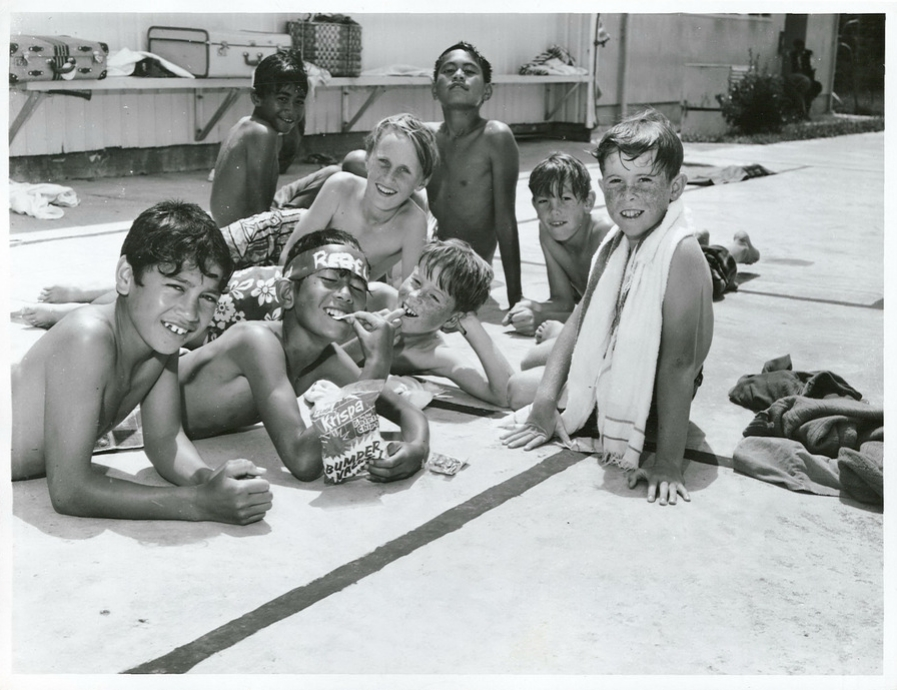
فتيان ماوري وباكِهَا في مسبح مدرسي، أوكلاند عام 1970.

باكِهَا (أو باكيها; /ˈpɑːkɛhɑː, -kiːhɑː, -kiːə/; ‎mi‏) هي كلمة من اللغة الماورية تُستخدم في اللغة الإنجليزية، لا سيما في نيوزيلندا. وهي تعني عموماً شخصاً نيوزيلندياً غير بولينيزي، أو بشكل أكثر تحديداً، نيوزيلندياً من أصل أوروبي. وهي ليست مصطلحاً قانونياً ولا يوجد لها تعريف ضمن قوانين نيوزيلندا. أما الكلمة بابا فلها معنى مشابه في ماورية جزر كوك [الإنجليزية].

## الأصل اللغوي والتاريخ
أصل كلمة باكِهَا غير مؤكد. يُرجَّح أن تكون مشتقة من الكلمتين الماوريَّتين باكِهَكِهَا أو باكِباكِهَا، وهما تشيرَان إلى قصة شفوية عن "كائن أسطوري شبيه بالبشر، له بشرة وشعر فاتحان، وكان يمتلك زوارق مصنوعة من القصب تتحوّل بسحر إلى سفن شراعية". عندما وصل الأوروبيون لأول مرة، قاموا بالتجديف نحو الشاطئ في قوارب طويلة، وكانوا يواجهون إلى الخلف:
بقينا في ويتيانغا، ووصلت سفينتهم. رأى شيوخنا سفينتهم وقالوا إنها إله وأن الطاقم عفاريت. رست السفينة وبدأ قارب بالتجديف نحو الشاطئ. عندها قال شيوخنا: "إنهم بالفعل عفاريت، لأن لهم أعيناً في مؤخرة رؤوسهم، لذا هم يجدفون وظهورهم نحو الشاطئ".
في الزوارق الماوريَّة التقليدية أو واكا، يكون المجدفون مواجهين لاتجاه الحركة. ويُقال إن هذا أدى بالبعض إلى الاعتقاد بأن البحارة كانوا من باتوباياريهي (كائنات خارقة):
باكِباكِهَا هي كلمة أخرى لـباتوباياريهي. وربما أدت إلى نشوء مصطلح باكِهَا (نيوزيلندي من أصل أوروبي). بالنسبة للماوري، كان الأوروبيون يشبهون الباكِباكِهَا أو الباتوباياريهي، ببشرتهم الفاتحة وشعرهم الأشقر.
طُرحت عدة تفسيرات مشكوك فيها لكلمة باكِهَا. أحدها يدّعي أنها مشتقة من بواكا، وهي الكلمة الماورية لـخنزير، ومن كيها، وهي إحدى كلمات البرغوث في اللغة الماورية، وبذلك تكون ذات دلالة مهينة. لا يوجد دعم اشتقاقي لهذا التفسير—فالماورية، كغيرها من اللغات البولينيزيَّة، محافظة جداً من حيث الحركات الصوتية؛ ومن غير المعتاد أن تشتق "با-" من "بواكا". أما كلمة بواكا نفسها فقد تكون مشتقة من الأصل البولينيزي القديم "بواكا"، المعروف في جميع اللغات البولينيزيَّة (بواكا في التونغية، أوفيانية، فوتونية، رابانية، ماركيسية، نييوية، راروتونغية، توكيلاوية، وتوفالية؛ وقد تطورت إلى الشكل بواʿا في الساموية، التاهيتية، وبعض لهجات رابا، والهاوائية). أو ربما تكون مستعارة أو ممزوجة بكلمة "porker" الإنجليزية. من الصعب الجزم، فالشعوب البولينيزيَّة جلبت معها الخنازير من شرق آسيا إلى جزرها، لكنها لم تجلبها إلى نيوزيلندا. أما الكلمة الأكثر شيوعاً للبرغوث في الماورية فهي بوروهي. كما يُزعم أحياناً أن باكِهَا تعني "خنزير أبيض" أو "غريب أبيض غير مرحب به". إلا أن أياً من أجزاء الكلمة لا يعني "خنزير" أو "أبيض" أو "غير مرحب به" أو "غريب".
كان المصطلح مستخدماً بحلول أواخر القرن الثامن عشر. ففي ديسمبر 1814، كان أطفال الماوري في رانغيهوا بخليج الجزر "لا يقلون حماسة لرؤية الـباكها عن الكبار".

## المعنى والاستخدام
يعرّف قاموس أكسفورد للغة الإنجليزية (2011) كلمة "باكِهَا" بأنها "نيوزيلندي أبيض". أما قاموس أكسفورد للمصطلحات النيوزيلندية (2010) فيعرّف الاسم "باكِهَا" بأنه "نيوزيلندي غير بولينيزي ذي بشرة فاتحة، لا سيما من أصل بريطاني، متميزًا عن الماوري؛ أوروبي أو شخص أبيض"، ويعرّف الصفة بأنها "ذات صلة بالباكِهَا؛ غير ماوري؛ أوروبي، أبيض".
في خليج الجزر والمناطق المحيطة به، لم يكن لدى الماوري في القرن التاسع عشر أي شك في معنى الكلمة. ففي عام 1831، اجتمع ثلاثة عشر رانغاتيرا من منطقة الشمال الأقصى في كيريكيري لصياغة رسالة إلى الملك ويليام الرابع طلبًا للحماية من الفرنسيين، "قبيلة ماريون". كتبت الرسالة بلغة الماوري، واستخدمت كلمة باكِهَا لتعني "أوروبي بريطاني"، وكلمة تاو إيـوي لتعني "غرباء (غير بريطانيين)"، كما يتضح في الترجمة الإنجليزية للرسالة التي أجراها المبشر ويليام ييت في نفس العام. وحتى اليوم، يُطلق على اللغة الإنجليزية في الماوري اسم ريو باكِهَا. كما استخدم الماوري مصطلحات أخرى مثل توبوا (خارق، أو موضوع خوف، كائن غريب).

## المواقف تجاه المصطلح
أظهرت دراسة استقصائية شملت 6,507 نيوزيلنديّين في عام 2009 عدم وجود دعم للادعاء بأن المصطلح يرتبط بتقييم سلبي؛ إلا أن بعض الأشخاص يرفضونه بدعوى أنه مهين، أو لأنهم يعترضون على تسميتهم بلغة غير لغتهم. وفي عام 2013، لم تجد دراسة القيم والمواقف في نيوزيلندا التي أجرتها جامعة أوكلاند أي دليل على أن الكلمة تعتبر على نطاق واسع مهينة؛ ومع ذلك، فإن 12 بالمائة فقط من النيوزيلنديين من أصل أوروبي اختاروا التعريف بأنفسهم بالمصطلح، بينما فضل الباقون "نيوزيلندي" (53 بالمائة)، "أوروبي نيوزيلندي" (25 بالمائة) أو "كيوي" (17 بالمائة).
تختلف مواقف النيوزيلنديين الأوروبيين تجاه الكلمة عند تطبيقها على أنفسهم. فبعضهم يتقبل المصطلح، بينما يعترض عليه آخرون، بل ويعتبره بعضهم مهينًا أو ينطوي على دلالة على أنهم غرباء، رغم أن هذا الرأي غالبًا ما يستند إلى معلومات مغلوطة حول معنى المصطلح. ويعتقد بعض الأشخاص أن وصفهم بأنهم "Pākehā" يُضعف من مكانتهم وصلاتهم بالولادة في نيوزيلندا. وفي تعداد عام 1986، تجاهل أكثر من 36,000 مُجيب الأعراقَ المُقترحة، بما في ذلك Pākehā، وكتبوا أعراقهم بأنفسهم كـ"نيوزيلندي"، أو تجاهلوا السؤال تمامًا. وقد تم تجربة رمز استجابة مشترك بعنوان "أوروبي نيوزيلندي أو باكيها" في تعداد عام 1996، لكن تم استبداله لاحقًا بـ"أوروبي نيوزيلندي" في التعدادات التالية، لأن ذلك المصطلح أثار، حسب ما وصفته هيئة إحصاء نيوزيلندا، "رد فعل سلبي كبير من بعض المُجيبين". وقد انتقد عالم الاجتماع بول سبونلي النسخة الجديدة، قائلاً إن العديد من الباكيها لا يعتبرون أنفسهم أوروبيين.
كما يُستخدم مصطلح Pākehā أحيانًا بين النيوزيلنديين من أصل أوروبي للتمييز عن مصطلح tauiwi (أجنبي) في اللغة الماورية، كفعل للتأكيد على انتمائهم إلى فضاء نيوزيلندا في مقابل الوافدين الجدد. ويُفضل أولئك الذين يفضلون التركيز على الجنسية بدلاً من العرق في علاقاتهم مع الآخرين الذين يعيشون في نيوزيلندا أن يشيروا إلى جميع المواطنين النيوزيلنديين ببساطة على أنهم "نيوزيلنديون" أو باستخدام المصطلح العامي "كيوي".
أطلقت المؤرخة جوديث بيني على نفسها لقب باكيها، وقالت: "أعتقد أنه المصطلح الأبسط والأكثر عملية. إنه اسم أطلقه علينا الماوريون. لا يحمل دلالات سلبية كما يظن البعض—إنه مصطلح وصفي. أعتقد أنه من الجميل أن يكون لك اسم أطلقه عليك السكان الذين يعيشون هنا، لأنني ببساطة كذلك."
أما الكاتب والمؤرخ النيوزيلندي مايكل كينغ فقد كتب في عام 1985: "القول بأن شيئًا ما ذو طابع باكيها لا يُقلل من نيوزيلنديته، كما يلمح البعض. بل هو تأكيد عليها."